# Crown (Band)
Crown war eine Schweizer Rockband der 1970er und 1980er Jahre.

## Geschichte
1978 gründeten Karel Káša Jahn, George Kozel und Peter Netopil, drei gebürtige Tschechen, mit Patrick Mason in Zürich die Band Crown. Unter Vertrag der Polydor Records International nahmen sie 1979 (Crown) und 1981 (We Need You) zwei Schallplatten auf. 1980 verließ Patrick Mason für eine Zeit die Band und wurde durch David Byron (Uriah Heep) ersetzt. Auf ihren Tourneen durch ganz Europa traten sie unter anderem auch mit Mother’s Finest, Frankie Miller, John Hiseman, Beach Boys, Roger Chapman, George Thorogood, Keith Emerson u. a. auf. 1983 folgte ein weiterer Vertrag mit Disctrade Schweiz.
Erst 1984 wurde die Platte Red Zone, welche in Genf in den Aquarius Studios aufgenommen wurde, veröffentlicht.
Während der Aufnahmen gab es eine Umstellung in der Konstellation, Gitarrist und Sänger Patrick Mason verließ die Band und wechselte, kurz nachdem die ersten Aufnahmen entstanden waren, zu Krokus. Karel Káša Jahn übernahm den Gesang, Marc Portmann die Gitarre.
1984 unterschrieben sie einen Plattenvertrag mit Thunderbolt Records (Magnum Music Group) in Großbritannien, welche All That Rock & Roll Music hervorbrachte, die vierte Platte von Crown.

## Diskografie
- 1979: Crown 79 (LP; Polidor International, Schweiz)
- 1981: We Need You (LP; Polidor Polygram Records, Schweiz)
- 1984: Red Zone (Thunderbolt Records / Magnum Music Group, Großbritannien)
- 1984: All That Rock & Roll Music (LP; Thunderbolt Records / Magnum Music Group, Großbritannien)